# Esqueleto (canción)
«Esqueleto» es una canción interpretada por la banda mexicana de rock Víctimas del Doctor Cerebro, que está incluida en su álbum debut de estudio del mismo nombre. Fue lanzada en el año de 1993 por su discografíca EMI Music México y hasta la fecha ha sido una de las canciones más conocidas del grupo.

## Origen y significado
La canción fue escrita por Jesús Romualdo Flores "El Chipotle" y Ricardo Flores "El Abulón"   incluida en el único disco que editó esa banda, en 1990, titulado con el mismo nombre de la canción y el cual fue grabado en un pequeño estudio de grabación en Acapulco en no más de 4 horas.

## Lista de canciones

### CD - Promo
| Esqueleto — Single |             |          |  |
| N.º                | Título      | Duración |  |
| 1.                 | «Esqueleto» | 3:40     |  |

## Posiciones en las listas
| Listas (1994)                             | Posición |
| ----------------------------------------- | -------- |
| Estados Unidos Billboard Hot Latin Tracks | 79       |

## Premios y nominaciones
| Año  | Publicación | País | Lista                                 | Puesto |
| ---- | ----------- | ---- | ------------------------------------- | ------ |
| 2006 | Alborde     | EUA  | 500 canciones del Rock Iberoamericano | 235°   |